# Lasiodora moreni
Lasiodora moreni là một loài nhện trong họ Theraphosidae.
Loài này thuộc chi Lasiodora. Lasiodora moreni được miêu tả năm 1876 bởi Holmberg.